# وسنتهپورم
وسنتهپورم (به انگلیسی: Vasanthapuram) یک روستا در هند است که در آندرا پرادش واقع شده‌است.

## خصوصیات
وسنتهپورم ۱۷٫۰۷۰۰ متر بالاتر از سطح دریا واقع شده‌است.